# Área de Conservação da Paisagem da Baía de Kolga
A Área de Conservação da Paisagem da Baía de Kolga é um parque natural situado no Condado de Harju, na Estónia.
A sua área é de 1933 hectares.
A área protegida foi designada em 1991 para proteger a Baía de Kolga e os seus arredores. Em 1999, a área protegida foi redesenhada como área de preservação paisagística.